# Beilerbei
Beilerbei (dalla parola turca ottomana beylerbeyi, ossia "bey dei bey", che significa "comandante dei comandanti" o "signore dei signori"; originariamente beglerbeg(i) in turco antico) è il titolo ottomano e safavide usato per indicare il rango più elevato nella gerarchia degli amministratori locali: tutti ufficiali dell'esercito ottomano che, al più alto livello delle province, erano chiamati pascià.
Nella nomenclatura occidentale, beilerbei equivale all'incirca a "governatore generale", con autorità superiore a quella dei governatori di rango inferiore (semplicemente chiamati vali), che guidavano le circoscrizioni chiamate vilayet. Eccezion fatta per il pascià (in genere un comandante militare, tenuto in grande considerazione nella corte ottomana per i suoi servizi), il beilerbei era secondo al solo gran visir.
Inizialmente il titolo di beilerbei era attribuito agli amministratori di grandi entità territoriali (seconde solo alle grandi province) - tutte quelle dell'Anatolia e della Rumelia – ma nei secoli successivi il titolo fu attribuito anche per gestire entità territoriali di minor conto, come gli eyalet.

## Altro uso
Beylerbeyi è anche il nome di un sobborgo di Istanbul, sito nella parte asiatica della città turca, in cui è collocato il Palazzo di Beylerbeyi. Il sobborgo ospita un certo numero di gustose trattorie specializzate in prodotti ittici e di boutique lungo le sponde del Bosforo. Su tali sponde insistono varie abitazioni di età ottomana (Yalı) - ora per lo più trasformate in alberghetti e relais.